# Myromexocentrus
Myromexocentrus is een kevergeslacht uit de familie van de boktorren (Cerambycidae). De wetenschappelijke naam van het geslacht werd voor het eerst geldig gepubliceerd in 1957 door Breuning.

## Soorten
Myromexocentrus omvat de volgende soorten:
- Myromexocentrus quadrimaculatus Hayashi, 1983
- Myromexocentrus tibialis Breuning, 1957